# Ariarathe IX
Pour les articles homonymes, voir Ariarathe.
Ariarathe IX Eusèbes Philopator (grec Aριαράθης Eυσεβής Φιλoπάτωρ, « qui aime son père ») est un roi de Cappadoce ayant régné de 98 à 93, puis de 91 à 90, et de 89 à 88 av. J.-C.

## Biographie
Ariarathe Eusèbe est un fils de Mithridate VI du Pont et d’une épouse inconnue.
En 101 av. J.-C., après la mort de son neveu Ariarathe VII, Mithridate VI décide de gouverner la Cappadoce par le biais de son fils auquel il a donné le nom royal dynastique d’Ariarathe, porté traditionnellement par les souverains de ce royaume. Le jeune prince est proclamé roi à l'âge de 8 ans, avec Gordios comme conseiller.
Ariarathe est un souverain fantoche qui est chassé plusieurs fois du trône : en 100 av. J.-C. lors de l’insurrection d’Ariarathe VIII, véritable frère et héritier d’Ariarathe VII, puis en 93 av. J.-C. après la désignation par la noblesse d’Ariobarzane Ier Philoromaeus, le candidat de Rome.
Ariarathe IX est définitivement chassé de Cappadoce en 88. Il est tué deux ans plus tard lors d'un combat pendant la première guerre de Mithridate.